# Spade celtiche

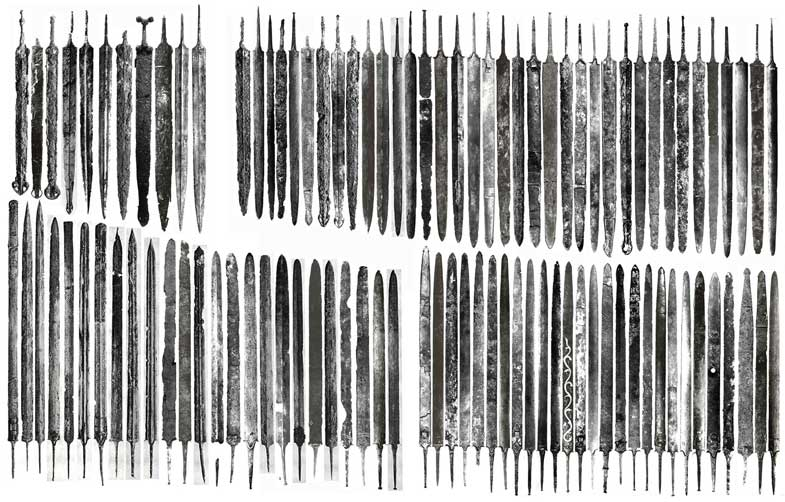
Reperti di spade celtiche rinvenute nel sito archeologico di La Tène (Svizzera)

Le spade celtiche costituirono l'archetipo dal quale svilupparono le spade europee dell'Età del ferro. Si trattò di un insieme piuttosto disomogeneo di armi da taglio del tipo spada dalla foggia e dalle dimensioni variabili, non inquadrabili in una tipologia uniforme, che influenzarono significativamente lo sviluppo della spada presso le due culture, Romani e Germani, che prima convissero con i Celti e poi li soppiantarono nel dominio sulle terre dell'Europa continentale. Da un precedente modello celtico svilupparono infatti sia il gladius sia la spatha, le armi da cui originò, in buona sostanza, la "spada vichinga" dell'Europa carolingia (751–987), archetipo della spada in uso alla cavalleria medievale.

## Storia
I Celti, un insieme di popoli indoeuropei parlanti le lingue celtiche, legarono il loro nome e la loro storia a due momenti tecnologico-culturali cruciali nella storia dell'Europa continentale, la Cultura di Hallstatt (IX–VI secolo a.C.) e la Cultura di La Tène (V–I secolo a.C.), facendovisi tedofori della lavorazione del ferro. Nell'arco di questi nove secoli, svilupparono diverse tipologie di spada che ebbero poi larga diffusione in Europa anche presso i vari popoli con i quali le tribù celtiche si incontrarono e scontrarono: Antichi Romani, Germani, Traci, Daci, Illiri e Greci.

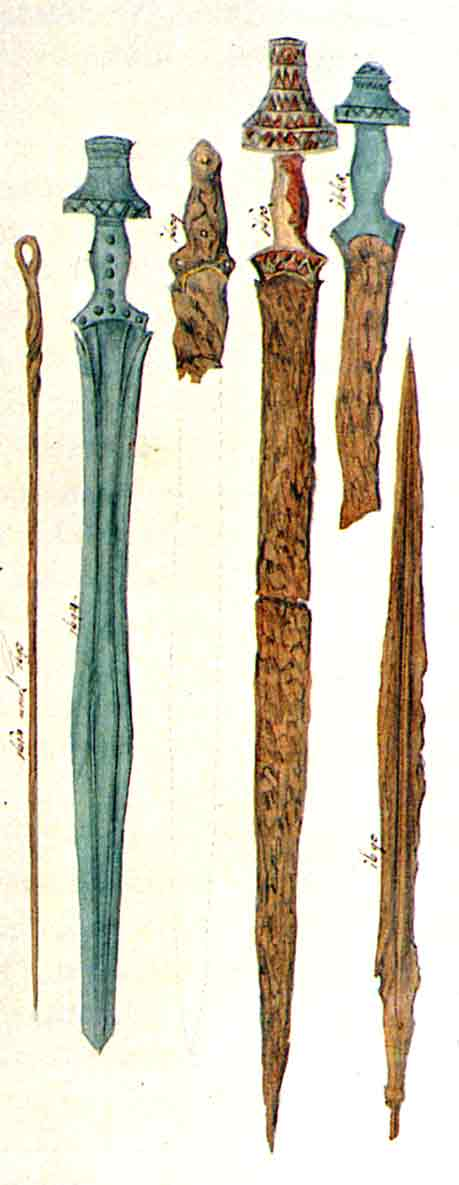
Spade Hallstattiane del tipo "Mindelheim" - disegno di Johann Georg Ramsauer, XIX secolo.

### Periodo di Hallstatt
Durante la protoceltica cultura di Hallstatt si diffusero nell'arco alpino i modelli di spada lunga tipici del Bronzo Recente (2300–1100 a.C.): la Spada a lingua da presa con lama non molto larga e foggia "a foglia di salice"; la Spada ad antenne, erroneamente ritenuta, dagli studiosi del XIX secolo, arma celtica vera e propria; e la c.d. "Spada Mindelheim", l'arma halstattiana per antonomasia, con codolo piatto, lama a forma di foglia e grande pomolo piriforme, a volte riccamente decorato con incisioni ed intarsi. Questa tipologia di spada era arma precipua degli esponenti politici di spicco, soliti servirsene per il combattimento montato, in sella al cavallo o sul pianale del carro da guerra.
Prendendo a riferimento il sistema cronologico definito ad inizio XX secolo da Paul Reinecke (1872–1958) proprio studiando la Cultura di Hallstatt, le prime spade in ferro apparvero al volgere del "Periodo Hallstatt B" (1050–800 a.C.), frammiste a quelle in bronzo, divenendo più comuni del successivo "Periodo Hallstatt C" (800–620 a.C.), fond. nel corso del VII secolo a.C. Si elencano a titolo di es. esemplari di Spade Mindelheim già realizzati in ferro, a volte con pomolo ancora in bronzo o con pomolo interamente in ferro.
Le prime spade in ferro furono più corte e massicce di quelle in bronzo, in pratica delle daghe, probabilmente in funzione di uno stile di combattimento che ormai prediligeva gli scontri di fanteria e non più di cavalleria, o forse anche perché, in battuta iniziale, la competenza siderurgica degli spadai hallstattiani non permetteva loro i virtuosismi dell'ormai evoluta forgia di spade in bronzo. Sempre in questo periodo cominciò anche la produzione, durante la forgia, delle prime forme di acciaio da carbocementazione. Durante il conclusivo "Periodo Hallstatt D" (620–450 a.C.), ormai in piena Età del ferro, le spade celtiche sono ormai stabilmente in ferro e le loro dimensioni principiano a crescere, riportandosi sugli standard delle spade dell'Età del bronzo (v.si seguito).

### Periodo di La Tène
Nel corso V secolo a.C., a cavallo tra la fase finale di Hallstatt e l'avvio della fase di La Tène, c.d. "Periodo La Tène A" (450–380 a.C.), nonostante il frazionamento in tribù e popoli spesso in lotta tra loro, i Celti avviarono migrazioni su vasta scala, affrontando le Alpi, i Balcani ed i Carpazi. Un ruolo fondamentale, in questa "Età della migrazione celtica" venne svolto dalle consorterie armate che andavano via via soppiantando le antiche dinastie hallstattiane nel controllo del potere politico-militare. A capo delle orde armate di giavellotto, lancia e scudo, il leader aveva a sua disposizione spade in ferro di ridotte dimensioni per le stoccate, con lame massicce lunghe circa 40–50 cm (Spada "La Tène A1"). Al volgere del secolo, 400 a.C. circa, la spada inizia già a montare una lama di 60 cm (Spada "La Tène A2").
A partire dal IV ed ancor più dal III secolo a.C. il contatto dei Celti con il modello militare della falange oplitica greca, imperante nel Mediterraneo, imprime un massiccio sviluppo alle tattiche militari degli hyperborei ed al loro armamento:
- la lama della spada di fanteria si standardizza sulla lunghezza di 60–66 cm (Spada "La Tène B") ed il fodero diventa di metallo; nel III secolo a.C. la catenella di sospensione del fodero diventa ad anelli metallici, onde garantire miglior controllo sull'arma durante la carica,[21][22] mentre lo scudo rinforzato da una spina verticale ed un umbone ben testimonia il ricorso dei Celti a una scherma mista di spada e scudo caratterizzata da colpi violenti;[23]
- tra i Celtiberi, il contatto massiccio con le colonie greche e fenicie porta all'introduzione di armi elleniche come il makhaira, corta arma monofilare dal tagliente concavo, che viene sviluppata dagli armaioli celtico-iberici in un'arma più versatile, poi nota come "Falcata";[N 1]

Sono questi gli anni in cui principiano le Guerre romano-celtiche ed in cui si colloca il celebre Sacco di Roma da parte dei Galli di Brenno durante il quale, vuole la leggenda, il condottiero barbaro avrebbe gettato la sua spada sul piatto della bilancia utilizzata per pesare il riscatto in oro che i romani furono tenuti a pagare per salvarsi.
La definitiva evoluzione delle spade celtiche venne innescata dalla più o meno contestuale scomparsa dei carri da guerra, quanto meno tra i Celti dell'Europa continentale (tra i Britanni il carro era ancora in uso ai tempi di Gaio Giulio Cesare), cui si accompagnò lo sviluppo massiccio delle forze di cavalleria. La spada si allunga, per permettere al cavaliere di colpire agilmente un nemico appiedato stando in sella. Intorno al 260 a.C. le lame celtiche sono prodotti ibridi, atti a colpire sia di punta che di taglio, con lama di 65–80 cm (Spada "La Tène C"). Un secolo e mezzo dopo (125-100 a.C.), i cavalieri dei celti imbracciano armi atte unicamente a colpire di taglio con lama di 80–90 cm, a volte anche di più (Spada "La Tène D"), ed i fanti seguitano ad utilizzare armi più corte (Spade "La Tène B" o "La Tène C").

### Sviluppi
Sin dal IV secolo a.C., l'espansione dell'areale celtico in Europa tanto quanto il diffondersi tra i Celti della pratica del mercenariato in favore delle culture/civiltà con le quali entrarono in contatto (il primo es. è convenzionalmente fissato alla partecipazione celtica alla battaglia di Imera al fianco dei Cartaginesi nel 480 a.C.) favorì la diffusione in Europa delle loro armi e, soprattutto, delle loro spade. Limitandoci a considerare il territorio della Penisola italiana, osserviamo così che la Spada "La Tène B" si diffuse ampiamente non solo nei territori italiani di comprovato insediamento celtico, fond. la Gallia Cisalpina, ma anche nel Centro Italia (Toscana, Lazio, Abruzzo, Umbria) e presso le popolazioni settentrionali dello Stivale che comunque resistettero o s'amalgamarono ai Celti (fond. Veneti e Reti).
La prova più evidente del successo tecnologico riscosso dalle spade lateniana fu con buona probabilità la loro adozione da parte dei Romani: dalla seconda guerra punica (218-202 a.C.) sino agli ultimi giorni della dinastia giulio-claudia (27 a.C.-68 d.C.), l'esercito romano utilizzò infatti quale arma d'ordinanza per la fanteria la Spada "La Tène B" nota come Gladius hispaniensis. Successivamente, si diffuse tra le forze di cavalleria dell'Impero romano, formate principalmente da coscritti provenienti dalle Gallie, la spada celtica lunga ed elastica, poi nota come spatha. Detta arma ebbe poi larga fortuna presso le truppe di mercenari germani che sempre più frequentemente militarono sotto le insegne di Roma, originando la spatha romano-barbarica diffusasi in tutta Europa al tempo delle Invasioni barbariche che portarono alla dissoluzione dell'Impero romano. Giunta sino alle terre della Scandinavia, la spatha servì da modello per lo sviluppo della spada vichinga e, tramite essa, della spada in dotazione al cavaliere medievale dell'Anno Mille. Ancora poco chiari sono invece i possibili legami tra la spatha celtica d'epoca tarda e la claymore, variante scozzese della spada a due mani del Basso Medioevo.

## Costruzione

### L'impugnatura

daga celtica con impugnatura antropomorfa - III-I secolo a.C.

Caratteristica peculiare delle spade celtiche fu l'elsa in forma di "X", altrimenti detta impugnatura antropomorfa: i bracci della X costituivano gli arti inferiori (avvolti intorno al forte della lama) e superiori di una figura umana maschile la cui testa si collocava nel punto solitamente occupato dal pomolo. Negli esemplari più antichi (VI secolo a.C.) la foggia antropomorfa era molto accentuata, con le braccia dell'uomo-impugnatura levate in posizione orante, quasi a formare un tridente. Questo modello, sviluppato in contesto halstattiano, segna una differenza marcata rispetto al pomolo distintivo della Spada Mindelheim, piriforme, più largo alla base, spesso già sontuosamente decorato con tarsie d'ambra o avorio.
In epoca pienamente lateniana, le impugnature delle spade celtiche andarono incontro ad un importantissimo processo evolutivo. La lama dell'arma venne dotata di una parte terminale in forma di linguetta, il codolo, intorno alla quale il manico doveva essere assemblato. Guardia, impugnatura e pomello venivano infilati in quest'ordine sul codolo, la cui punta veniva poi ribattuta contro il pomolo per chiudere il tutto. Alcuni rivettini, posizionati negli appositi buchi lasciati sul manico e sul codolo stesso, garantivano ulteriore stabilità all'insieme. Si smise cioè di assemblare l'impugnatura in metallo sull'arma tramite un processo di fusione.
Le spade lateniane del IV-III secolo a.C. presentano comunque esemplari antropomorfi ma dalla linea nettamente semplificata. Le braccia e le gambe dell'orante spariscono, lasciando solo i piedi, le mani e la testa, ridotti a pomelli, che vanno ad ornare, rispettivamente, la guardia semi-circolare ed il pomolo. Solo la testa, vertice estremo del pomolo, mantiene una certa caratterizzazione figurativa ancora nei tardi esemplari.
Il ricorso dei Celti alla figura dell'orante quale elemento decorativo tridimensionale si riscontra anche negli elmi, ove sostituisce il cimiero come nel caso del famoso Elmo di Filottrano.

### Il fodero

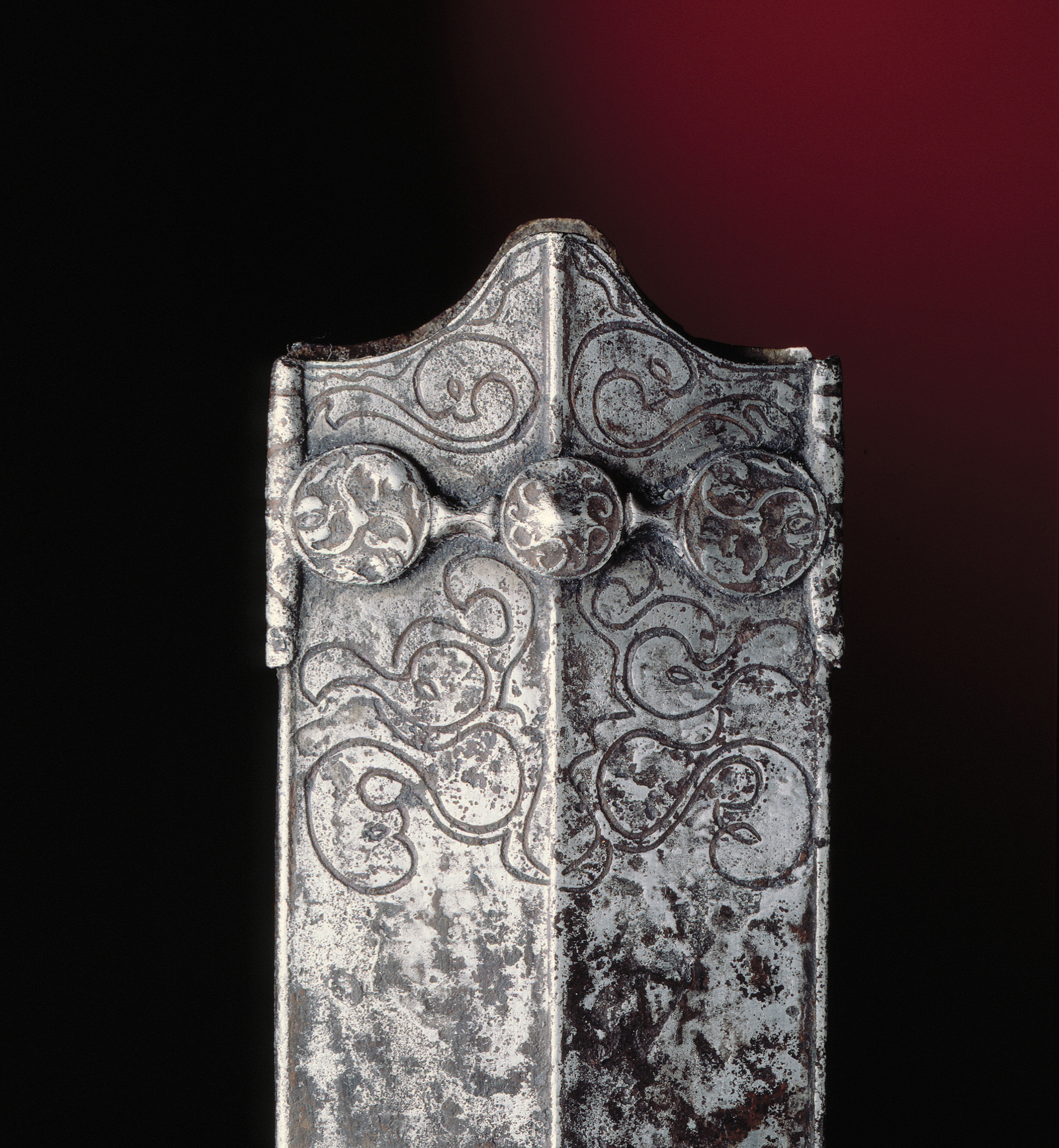
Fodero di spada celtica - III-II secolo a.C.

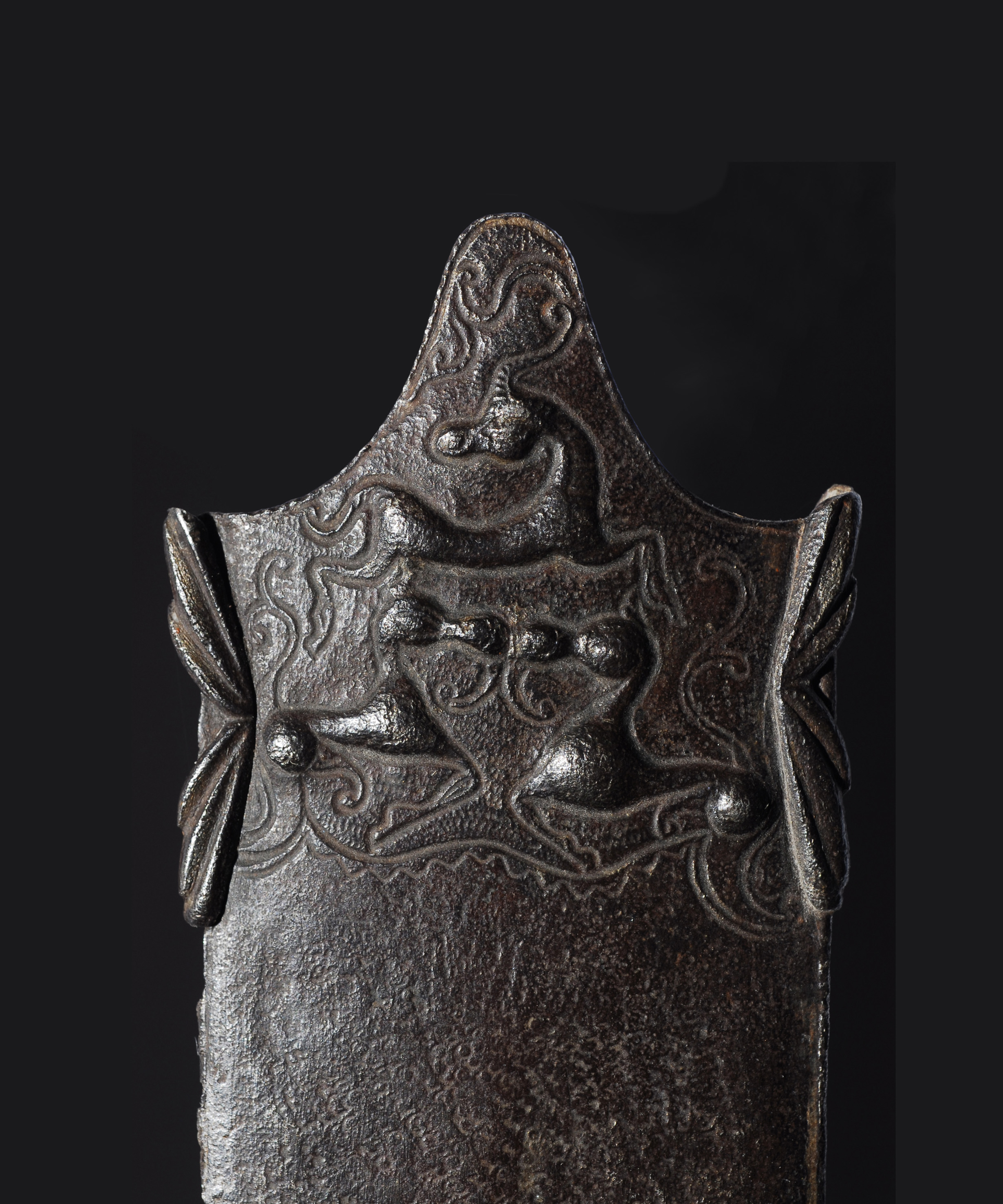
Fodero di spada celtica - III-II secolo a.C.

Altra peculiarità delle spade celtiche, a partire dalle daghe da stocco in uso al termine della cultura di Hallstatt, era l'opulenta decorazione del fodero.
Ai foderi "poveri" in legno subentrarono pregiati manufatti ottenuti ripiegando due lamine di metallo (bronzo o ferro) rivestite di smalto ed oro decorati con motivi fitoformi e/o lineari. Gli smalti, presenti nell'oreficeria celtica a partire dal IV secolo a.C., erano ottenuti con una particolare pasta di vetro di colore rosso, fissati tramite una fine reticella di ferro, anche unitamente al corallo mediterraneo, direttamente sugli oggetti, quasi rappresentassero una forma magica di sangue, "pietrificato del mare" e uscito dal fuoco. A partire dal III secolo a.C., con l'evoluzione della tecnica di fusione, furono sviluppate nuove tecniche come l'applicazione diretta e fusione dello smalto su foderi e (a volte) spade, senza l'utilizzo di strutture di supporto. Nuovi colori, come il giallo e il blu, furono introdotti a partire dal II-I secolo a.C. anche se il rosso rimase il colore predominante. Una sfera o un disco di metallo fittamente inciso ed intagliato, talvolta rassomigliante il torque, chiudevano il fondo di questa lussuosa guaina metallica, la cui parte terminale era spesso volutamente allungata in modo esagerato, secondo uno stilema decorativo in uso presso altre culture tribali: es. il fodero sproporzionato del jambiya yemenita. Nel pieno periodo di La Tène, il sistematico allungarsi delle lame porta alla scomparsa dei foderi dalla punta accentuata. Le spade continuano però ad essere riposte tra lamine di metallo ribattuto, decorato da un intrico di stilemi fitoformi o da figure umane ed animali sbalzate tanto artisticamente pregevole da portare lo studioso a domandarsi se possa trattarsi dell'opera di un artigiano specializzato, distinto dal fabbro responsabile della forgia della lama.
Proprio le decorazioni sul fodero delle spade lateniane del IV-III secolo a.C., ove ricorrono i motivi della coppia di draghi e la lira zoomorfa, testimonianti l'appartenenza degli "spadaccini" celtici a una élite sovra-tribale, concorrono a confermare le teorie che vedono nelle consorterie armate il vero motore delle profonde dinamiche sociali che permisero alla koiné celtica di occupare gran parte dell'Europa continentale nonostante il frazionamento dei suoi popoli in tribù apparentemente in perenne stato di guerra.
In un simile contesto sociale, dominato da un'aristocrazia guerriera il cui lascito materiale più apprezzabile furono gli equipaggiamenti militari, pur in versione cerimoniale, ed i contenitori per bevande, oltre ai gioielli, il fodero delle spade divenne dunque veicolo d'espressione artistica, «un'arte curvilinea altamente stilizzata basata principalmente su motivi vegetali e fogliame classici come forme di palmette frondose, viti, viticci e fiori di loto insieme a spirali, rotoli a S, forme di lira e tromba.» Quest'ornato «tipicamente dominato da viticci di vario tipo in continuo movimento, che si torcono e si girano con un movimento irrequieto sulla superficie» sviluppa dopo il 300 a.C. circa proprio sui foderi delle spade un nuovo stile maggiormente plastico con introduzione dell'altorilievo che verrà appunto chiamato dagli storici dell'arte celtica "Stile a spada": lo studioso Vincent Megaw lo definì uno «stile disneyano» di teste d'animali simili a cartoni animati o «Arte del periodo degli Oppida del 125-50 a.C.»

### La lama
Caratteristica distintiva della lama lateniana, sin dall'originaria Spada "La Tène A", erano i taglienti paralleli e la punta accentuata, ben distinguibili dalla linea pistilliforme dello xiphos greco che l'egemonia bellica ellenica andava diffondendo in tutte le panoplie mediterranee. Anche quando, con la Spada "La Tène D", la punta si fece smussata/arrotondata, i taglienti rimasero sempre paralleli.
La ricerca archeologica compiuta sulle spade ritrovate a La Tène (e non solo) ha dimostrato che gli armaioli celti producevano lame di buona fattura, elastiche ed al contempo resistenti e che la loro opera ha significativamente contribuito alla diffusione, in Europa, delle armi in ferro, sia a discapito di quelle in bronzo sia a discapito delle lame in ferro di provenienza mediterranea. Il procedimento creativo della lama lateniana, seppur vincolato ai limiti di una tecnica empirica e non legata a precise regole matematiche trasmesse da un apparato scolastico centralizzato, rientra infatti a pieno titolo nella tipologia dell'acciaio a pacchetto rientrante nella categoria siderurgica dell'acciaio Damasco:
(Allegrucci 2011, p. 3)

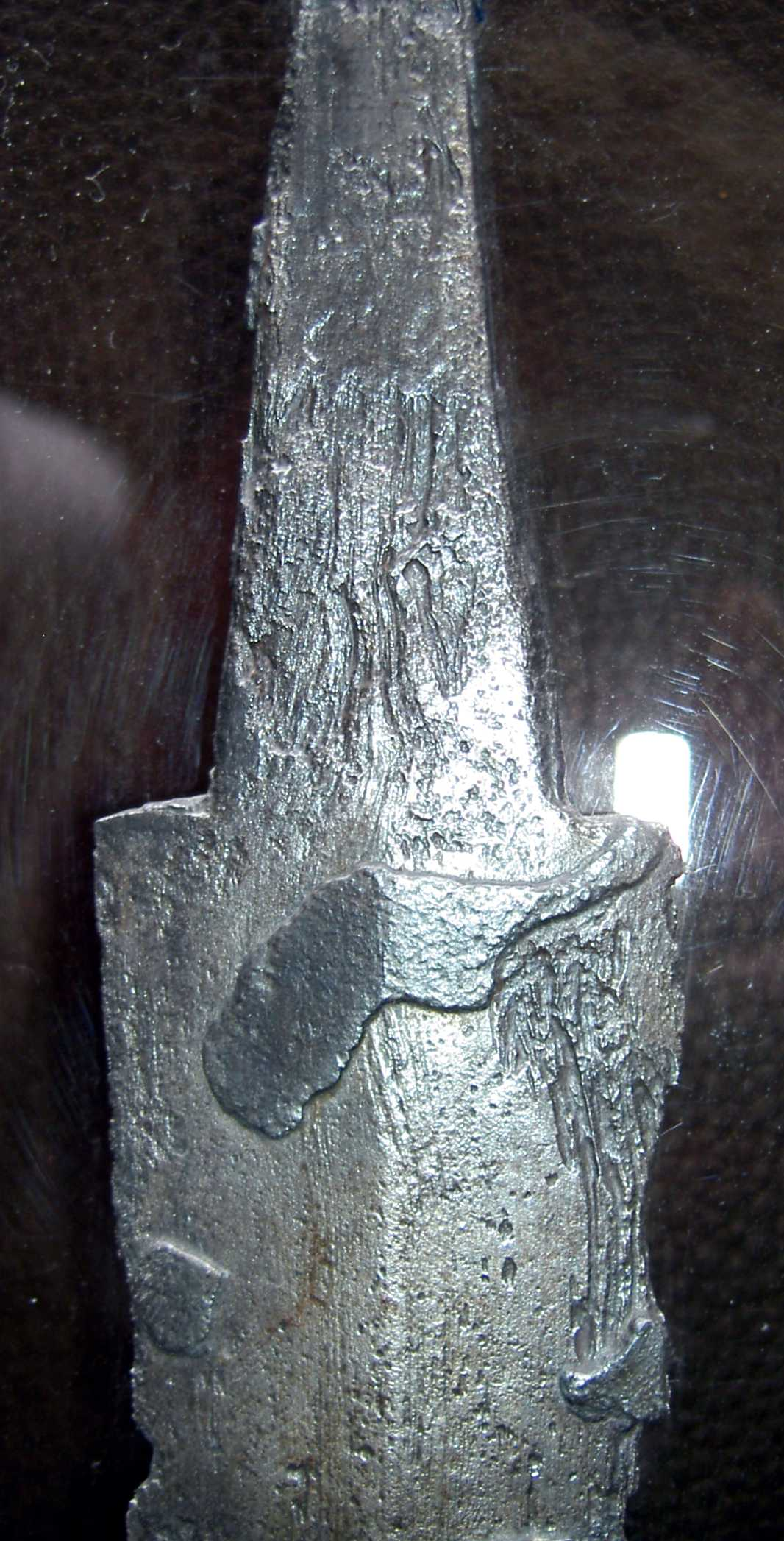
Lama di spada celtica con tracce evidenti di lavorazione "Damasco"

Simili risultati tecnologici, in un contesto sociale ove la classe guerriera dominava, portò a tenere in grande pregio la figura del fabbro-armaiolo. Diversi esemplari di spade lateniane pervenutoci, anche datate alla fase più recente della storia continentale celtica (I secolo a.C.), presentano quindi iscrizioni ed incisioni che l'archeologia moderna interpreta come marchi del fabbricante: sia nomi veri e propri, come il celebre Korisios scritto in caratteri dell'alfabeto greco su di una spada rinvenuta a Port (Svizzera), sia punzoni animalistici, come la coppia di capre accanto all'albero della vita impressi accanto al predetto Korisios, o antropomorfici.
Considerazioni archeologico-siderurgiche sulle lame celtiche
La tradizione storica classica ci ha tramandato informazioni discordanti circa la qualità del ferro utilizzato dai Celti per forgiare le loro armi al tempo della cultura di La Tène. Le parole del greco Polibio hanno contribuito a diffondere, tra gli studiosi di ieri e di oggi, l'opinione che il "ferro dolce" delle spade galliche fosse inadeguato per i duri scontri dei campi di battaglia dell'Antichità.
(Polibio, II.33.3)
Stando ai dati riportati da Plutarco nella sua biografia del dittatore Marco Furio Camillo, chiamato dal senato romano a guidare l'esercito dell'Urbe contro i Galli dopo le vicende burrascose del sopracitato Sacco di Roma perpetrato da Brenno e compagni, le cose sarebbero invece andate in modo molto differente.
(Plutarco, Temistocle e Camillo.XL)
I due scenari descritti sono a dir poco antitetici. Polibio ci presenta dei barbari tecnologicamente sottosviluppati rispetto ai romani, con spade tanto mal forgiate da non essere in grado di reggere gli urti. Plutarco ci presenta invece un'orda di "titani" che menano strage con le loro spade, apparentemente indifferenti alle misure difensive dei soldati di Roma. Questa confusione all'interno delle fonti storiche riguarda però anche gli autori stessi. Plutarco, vissuto due secoli dopo Polibio, risente pesantemente delle teorie del suo compatriota ed in un passo successivo della sua opera ripete che il "ferro dolce" delle lame celtiche, scarsamente martellato, non regge gli urti, misconoscendo quanto asserito precedentemente circa il bisogno dei romani di corazzarsi pesantemente contro le armi dei Galli.
È stato, però, sempre Polibio a lodare la robustezza, efficienza e versatilità del gladius hispaniensis in dotazione alle truppe dell'amico Publio Cornelio Scipione Emiliano (185–129 a.C.), arma di ben nota derivazione celtica rientrante nella tipologia di spada definita "La Tène B". Interessantissime poi le considerazioni di Tito Livio sulla versatilità ed efficacia del gladius hispaniensis, arma della quale tesse le lodi sia negli scontri uno-vs-uno sia negli scontri campali, specialmente quando, descrivendo lo svolgimento della Seconda guerra macedonica (200–197 a.C.), enumera i mortiferi effetti della spada celtibera sui soldati macedoni:
(Livio, XXXI.34)
Gaio Giulio Cesare (100–44 a.C.), il condottiero romano che più di ogni altro ha legato le sue fortune politiche e storiche alla lotta contro i Celti, non riporta in alcun brano del suo De bello gallico menzione delle strane deficienze funzionali cui allude Polibio parlando delle spade celtiche. Assenza questa doppiamente significativa, se teniamo presente che stiamo parlando di un autore particolarmente preciso nelle descrizioni di tutti quei piccoli e grandi accorgimenti tecnici che hanno permesso alle legioni da lui comandate di stroncare una volta per tutte il "terrore gallico".
Altro punto importante da considerare è la fama di metallo eccellente per la fabbricazione di armi ed armature di cui godette, nei primi secoli dell'Impero romano, il ferrum noricum, cioè l'acciaio ottenuto dal minerale ferroso estratto dalle cosiddette "montagne minerarie": Hüttenberg, in Carinzia, ed Eisenerz, in Stiria. La durezza dell'acciaio norico divenne proverbiale grazie al poeta Ovidio che nelle sue Metamorfosi ricorse al paragone durior [...] ferro quod noricus excoquit ignis, it. "più duro del ferro temperato dal fuoco norico." Quella del Norico fu una delle regioni in cui sbocciò la cultura di Hallstatt e dove poi si insediarono i Celti Taurisci al tempo di La Tène. Stando al materiale raccolto dallo storico Fabritius Buchwald, il primo reperto in nostro possesso classificabile come esempio di acciaio proto-noricum data al IV secolo a.C. (una spada trovata a Krenovica, in Moravia). Al primo secolo a.C. data invece una spatha di grandi dimensioni (95 cm) con iscrizione latina.
Premesso quanto sopra, è lecito supporre, analizzando i motivi che spinsero Polibio a scrivere ciò che scrisse in merito al "ferro gallico", che l'autore greco si sia trovato di fronte a:
1. guerrieri armati di spade prodotte grossolanamente per equipaggiare in breve tempo l'esercito di un popolo in migrazione;
2. un comportamento rituale per lui incomprensibile.[25][60][61] Concorrono a surrogare questa tesi lo stupore mostrato da Polibio di fronte all'usanza di roteare la lama sopra la testa, da lui liquidata come necessaria per raddrizzare la lama, e il grossolano episodio del guerriero che deve raddrizzare la sua spada usando i piedi, in realtà una situazione che ricorre anche nella Eyrbyggja saga islandese (XIII secolo)[62] e può essere dovuta alla precisa volontà degli armaioli di fornire i guerrieri con spade che resistano agli urti, magari piegandosi, senza rompersi divenendo inutilizzabili monconi di ferro sbeccato.[N 5]

Gli storici moderni tendono infatti ormai a classificare come un mito la mollezza attribuita da Polibio al ferro gallico, avvalorando le considerazioni già espresse da Reinach 1906 al principio del XX secolo.

## Tipologie
Gli studi condotti dagli archeologi sulle spade della Cultura di La Tène hanno portato alla classificazione in tipologie abbastanza rigide della spada celtica dal V al II secolo a.C. La griglia analitica che ne è emersa è senza dubbio uno strumento utile per facilitare la catalogazione e l'analisi dei reperti ma deve essere utilizzata tenendo ben presente che:
- la classificazione vale esclusivamente per le armi ritrovate nei territori celtici continentali e non vale per la Britannia e l'Irlanda, ove l'utilizzo del bronzo per la realizzazione delle lame (e di materiali poveri per le impugnature)[42] persistette molto più a lungo;[63]
- non sono stati affatto rari i casi in cui gli scavi archeologici hanno portato alla scoperta di modelli di spada desueti o antesignani, specialmente nei siti celtici in Spagna o nei Balcani. Sono stati infatti recuperati esemplari, certo rarissimi, di spade in ferro con lama di oltre 65 cm già nel V secolo a.C. nonché spade del tardo periodo lateniano che, nonostante la lunghezza della lama, presentavano ancora marcata punta ogivale come le armi del III secolo a.C.

| Classificazione | Lunghezza della lama | Periodo      | Tipologia |
| --------------- | -------------------- | ------------ | --- |
| La Tène A1      | 40–50 cm             | ca. 460 a.C. | Daga da stocco |
| La Tène A2      | 60 cm                | ca. 400 a.C. | Spada da fanteria |
| La Tène B       | 60–66 cm             | ca. 300 a.C. | Spada da fanteria La lama presenta spesso una marcata nervatura centrale                                                                |
| La Tène C       | 65–80 cm             | ca. 260 a.C. | Spada da stocco e taglio, con profilo rastremato e punta ancora pronunciata                                                             |
| La Tène D       | 80–90 e + cm         | 125-100 a.C. | Spada da cavalleria per colpi di taglio La lama ha spesso punta arrotondata, a spatola, e può presentare profonde scanalature parallele |

### Spada corta
Come per le altre popolazioni dell'Età del Ferro, anche per i Celti il passaggio dalla lama in bronzo alla lama in ferro comportò, almeno nella fase iniziale, una riduzione nelle dimensioni complessive delle armi manesche. Le prime spade in ferro della transizione Hallstatt-La Tène (Tipo "La Tène A1") furono quindi massicce daghe a lama larga e molto appuntita, destinate a una scherma di potenti stoccate. Già al volgere del 400 a.C. (Tipo "La Tène A2"), le dimensioni delle spade in ferro equiparano quelle delle spade lunghe del Bronzo Recente (spada ad antenne, xiphos ecc.) ma si connaturano ancora come armi corte rispetto agli sviluppi successivi (lame di 80 e più cm).
Particolarmente interessanti sono proprio i modelli di spada che si sviluppano nei siti già interessati da una fiorente produzione metallurgica prima dell'insediamento celtico, per es. il sito archeologico di Cogotas, in Spagna, ove i primi modelli di spada interamente in ferro, armi solide e non molto lunghe, richiamano molto da vicino la linea del gladius poi in uso alle truppe dell'Impero romano. Impressionante, in tale senso, la similitudine tra la spada proto-celtica ad antenne rinvenuta nel sito "Cogotas II ", datata al 700 a.C., e la tipologia di gladio sviluppata in zona gallico-germanica sotto il principato di Ottaviano Augusto (r. 27 a.C.–14 d.C.), il c.d. Gladio "tipo Magonza".
La spada corta restò parte della panoplia del guerriero celta attraverso tutte le fasi di sviluppo delle armi lateniane, anche quando (I secolo a.C.) la lama celtica per antonomasia era ormai lunga quasi 90 cm. Nella saga della mitologia irlandese Táin Bó Cúailnge, descrivente eventi occorsi nel I secolo, l'eroe dell'Ulster Cú Chulainn si prepara alla lotta nella piana di Mag Muirthemne prendendo «le sue otto piccole spade e la spada dall'elsa d'avorio e la lama brillante.»

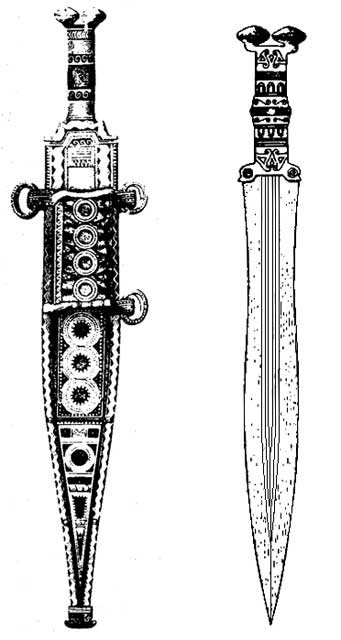
Spada celtibera della "Cultura Cogotas II" (700 a.C.) con la foggia del successivo gladio "tipo Magonza".
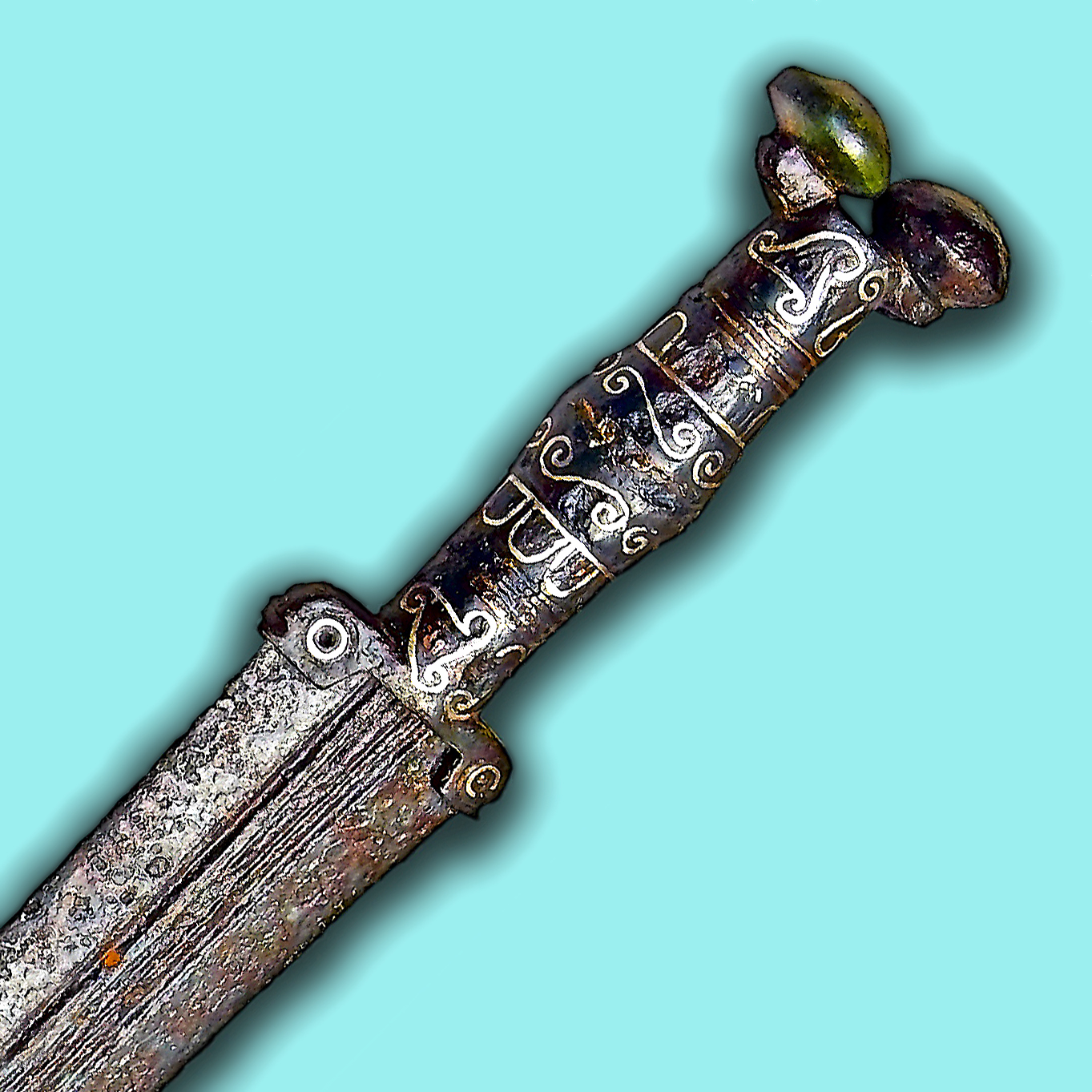
Impugnatura di spada celtibera in ferro - ca. 700 a.C.
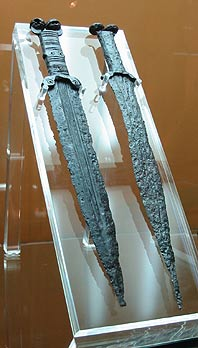
Spade celtibere.
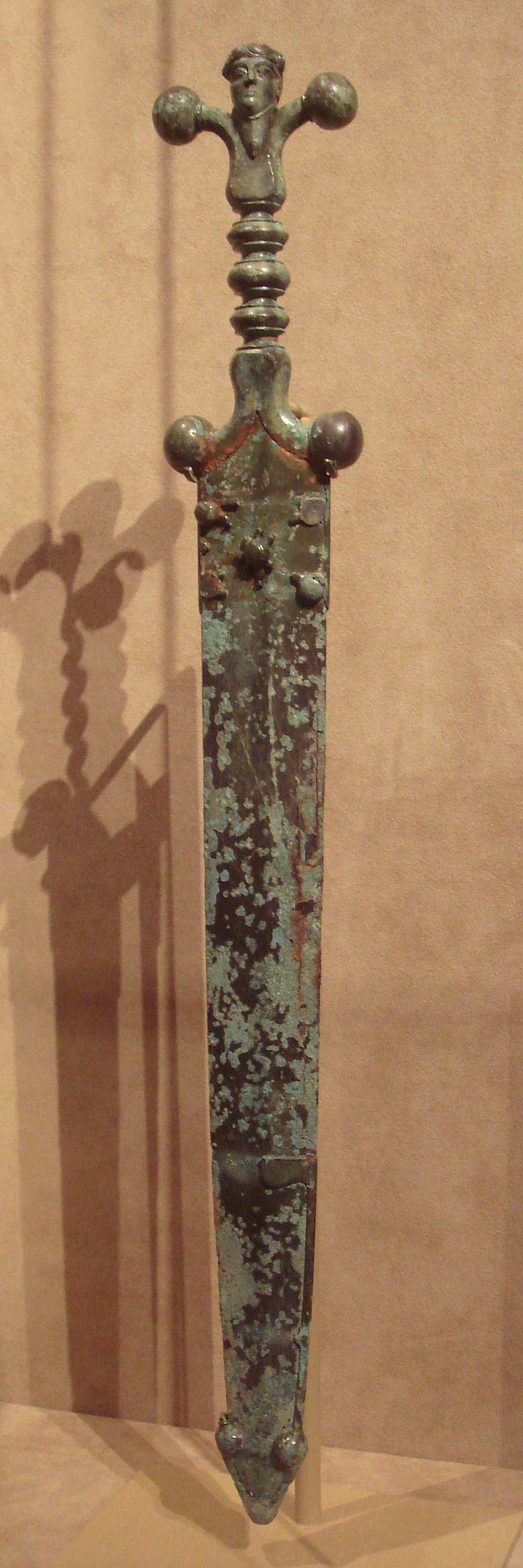
Spada celtica con fodero in metallo, ca. 60 a.C.

### Spada lunga
Nell'immaginario collettivo, la figura del guerriero celta è spesso associata con l'idea di un uomo baffuto armato di una spada smisurata. Questo stereotipo mentale europeo deve certamente molto al Vae victis pronunciato da Brenno mentre sbatteva la sua spada lateniana sul piatto della bilancia ove i Romani stavano pesando l'oro con cui riscattare l'Urbe ma, grazie alle scoperte archeologiche, è del pari vero che la spada lunga per antonomasia venne introdotta in Europa e nel Mediterraneo, dominato nel V secolo a.C. dalla spada greco-micenea (lo xiphos con lama di 30-50 cm; 60 cm nei soli esemplari italici) dalle dimensioni contenute, proprio dai Celti. Gli stessi romani e greci non mancarono di rilevare le ragguardevoli dimensioni delle armi brandite dagli hyperborei.
(Strabone, Geografia - IV, 4, 3)
Nelle sue descrizioni delle campagne militari romane in Britannia (43–84), Tacito (55–120) ci fornisce ripetutamente menzione delle spade a lama lunga in uso presso i popoli celtici di quelle contrade e presso gli auxilia al soldo dell'imperator. Parlando della Battaglia di Caer Caradoc (51), scontro risolutivo tra il principe celta Carataco ed il proconsole Publio Ostorio Scapula, l'autore latino cita espressamente le spathae di cui erano armati gli ausiliari celtico-germanici al servizio di Roma. Descrivendo le campagne del suocero Gneo Giulio Agricola (40–93) in Scozia, Tacito parla di «enormis gladios» branditi dai barbari del principe Calgaco nella risolutiva battaglia del Monte Graupio (83 o 84).
La spada lunga dei Celti originò dalla spada lunga dell'Età del Bronzo. Come anticipato, a partire dal 400 a.C., le spade lateniane in ferro avevano equiparato le dimensioni e le fogge delle spade lunghe del Bronzo Recente della Cultura di Hallstatt (60 cm di lama per una lunghezza totale di circa 80 cm), garantendo ai fantaccini celtici armi versatili ed efficaci per gli scontri tra falangi appiedate. Il progressivo aumento d'importanza delle forze di cavalleria nella tattica bellica delle popolazioni celtiche gravitanti intorno all'arco alpino, spinse poi risolutamente allo sviluppo di spade dalla lama sempre più lunga onde permettere al cavaliere di vibrare un fendente sempre più potente. La lama della spada crebbe in lunghezza sino alla ragguardevole dimensione standard di 80 cm (alcuni reperti presentano una lama di oltre 90 cm) con larghezza di 5 cm e spessore di 3-4 mm, della tipologia La Tène D. L'utilizzo di tali armi, indicate come spathae a partire dal I secolo, necessitava una forza fisica considerevole della quale, però, almeno stando alle fonti classiche, i Celti erano adeguatamente provvisti.
(Cesare, De bello gallico - II, 30)
Caratteristica peculiare di questa ultima espressione dell'estro creativo degli spadai celti è l'assenza di una punta acuminata. Le spade tipo La Tène D, la cui lunga lama terminava in una spatola, erano cioè destinate a una scherma di soli fendenti e colpi di taglio, del tutto inadatte alle stoccate. L'unico altro esempio di spada d'uso campale a lama diritta e priva di punta noto all'oplologia è la khanda, arma dei Rajput del subcontinente indiano.

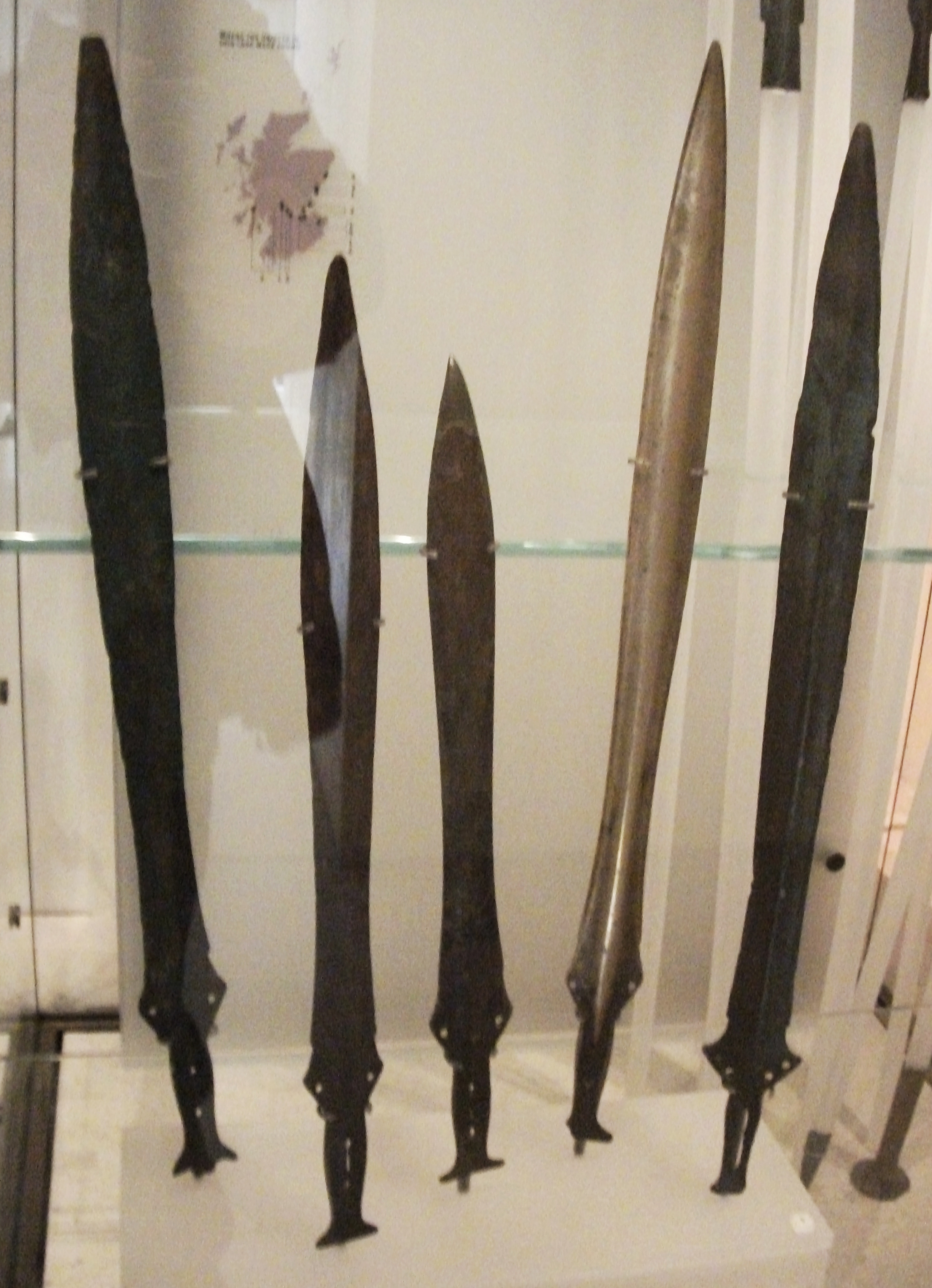
Spade lunghe britanniche in bronzo tipo "a lingua da presa"
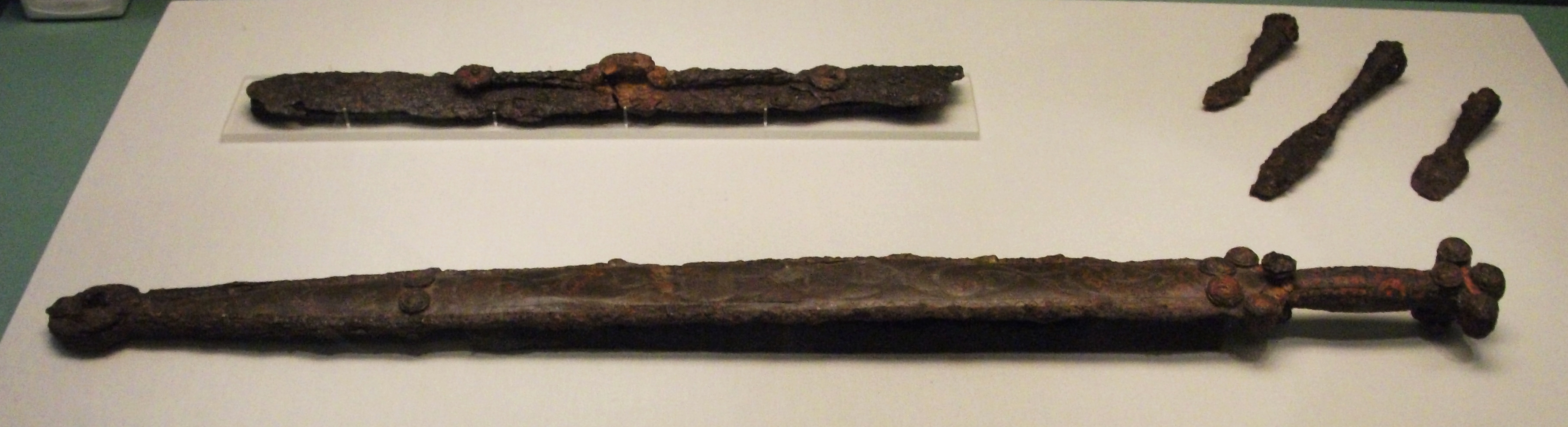
Spada lunga britannica in ferro tipo "La Tène B"- III secolo a.C.
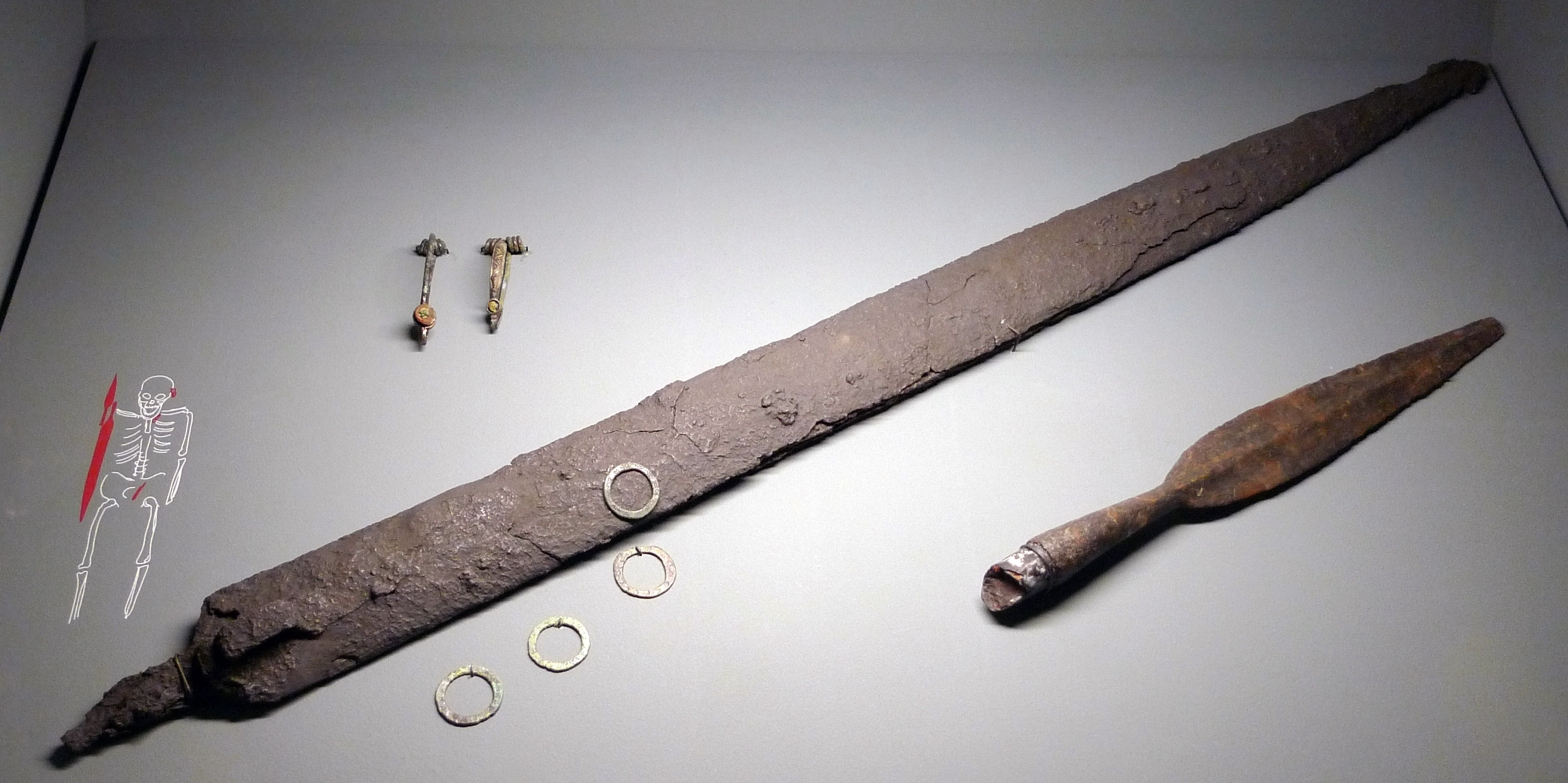
Spada lunga svizzera con fodero (ferro) tipo "La Tène B" - ca. 350 a.C.
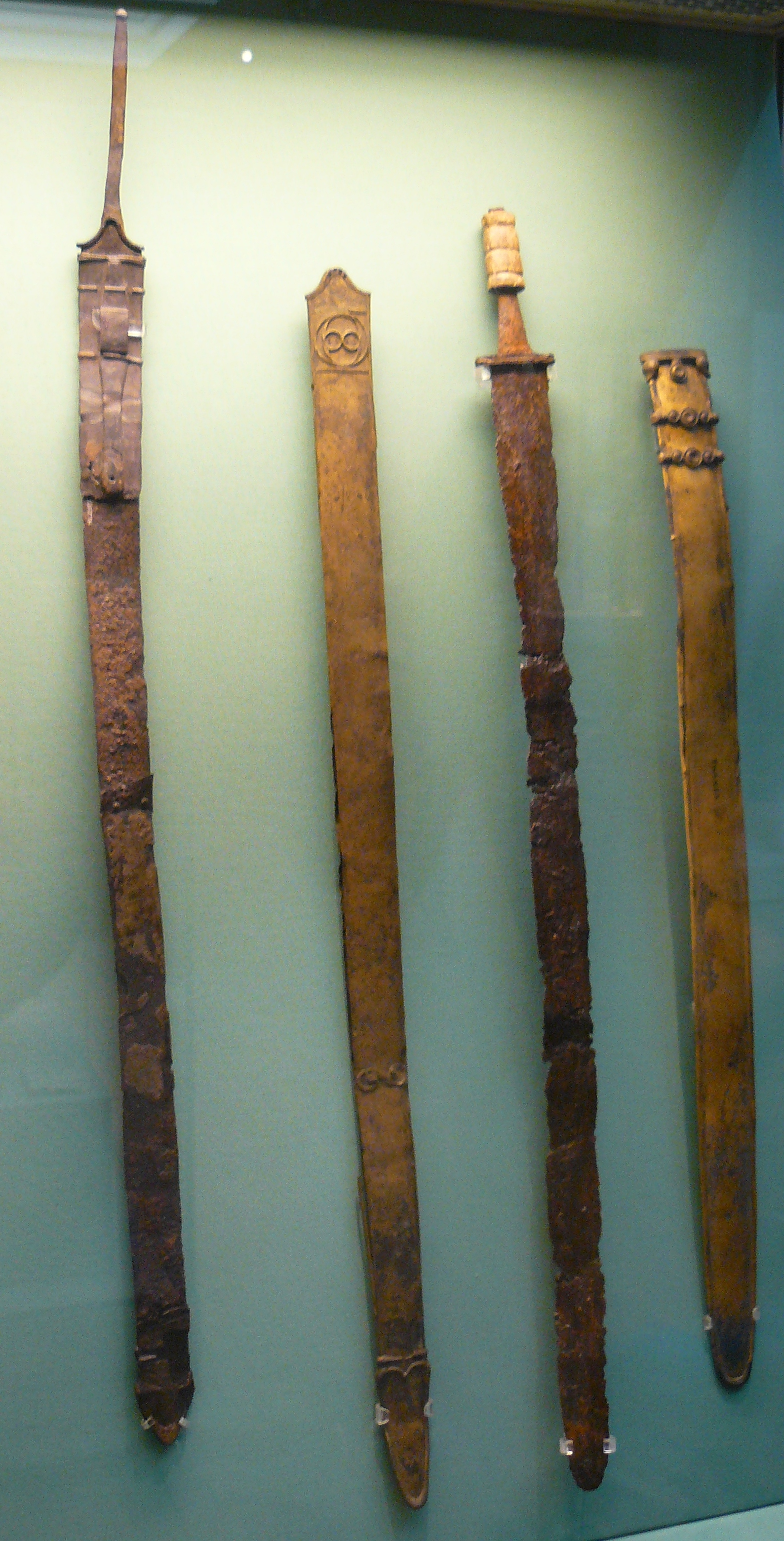
Spade lunghe tipo "La Tène D"- ca. I sec. a.C./I sec. d.C.

### Falcata
La Falcata è un interessante esempio di come le popolazioni celtiche (in questo caso, i Celtiberi) abbiano saputo assimilare e migliorare parti dell'armamentario dei popoli con i quali erano solite commerciare o scontrarsi. In territorio spagnolo, complice il massiccio contatto con coloni e mercanti sia greci che fenici, gli armaioli celti presero a forgiare armi molto simili al makhaira ed allo xiphos diffusisi capillarmente tra le forze di fanteria e di cavalleria degli Elleni. Rispetto al modello di partenza, il makhaira iberico era però arma più versatile, con punta pronunciata e contro-taglio sul dorso, capace non solo di infliggere pesanti colpi di taglio ma anche pericolose stoccate.

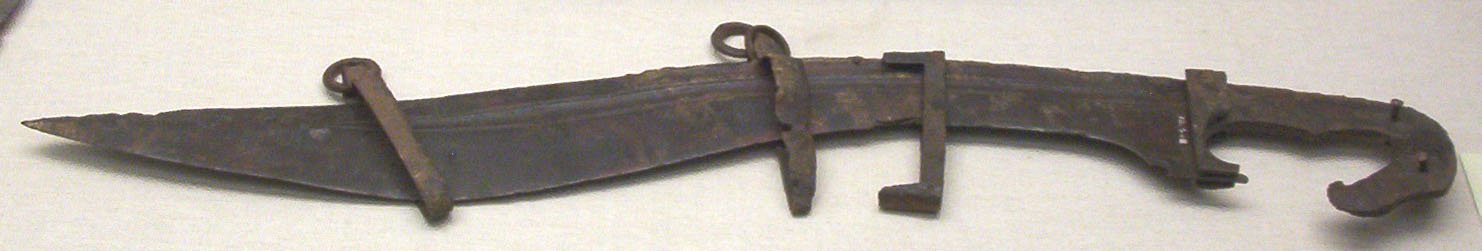
Falcata iberica - III secolo a.C.
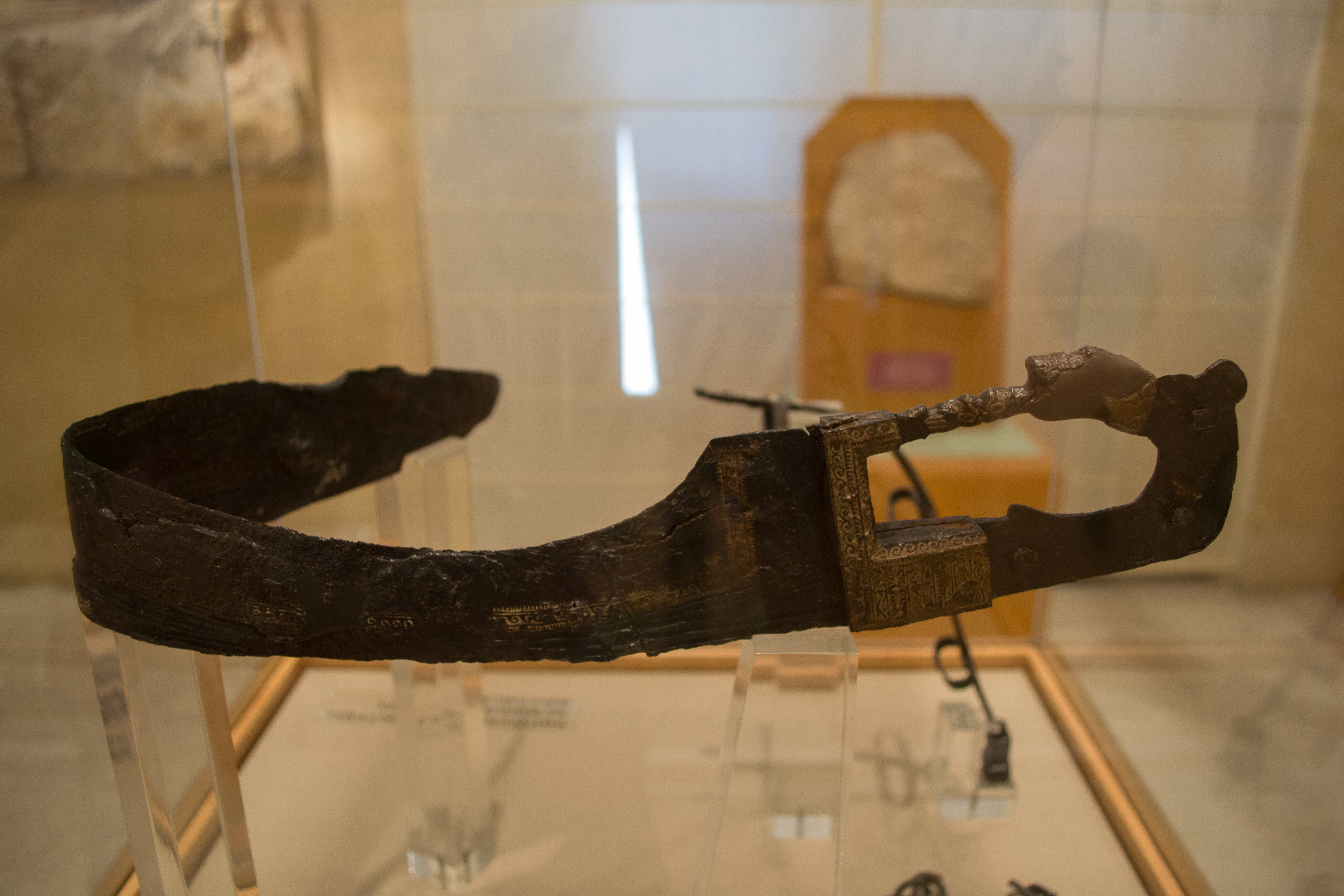
Falcata iberica ripiegata a scopo rituale
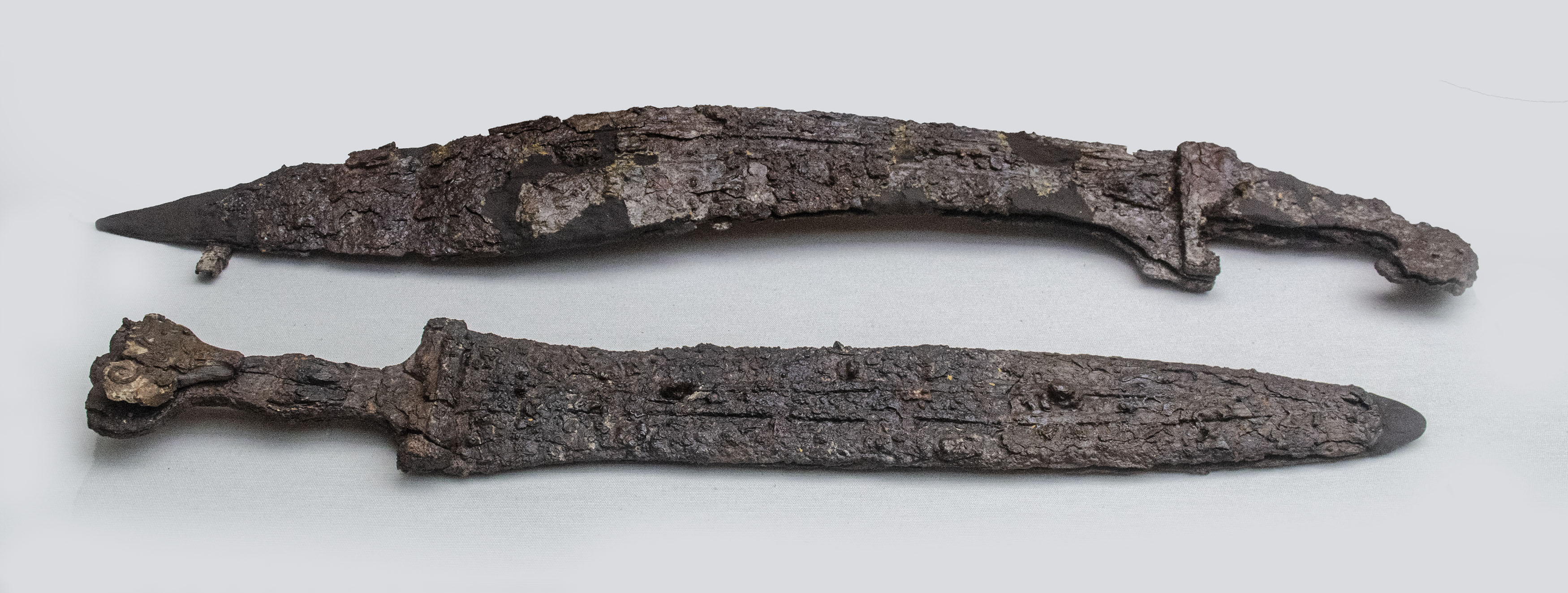
Falcata e spada corta iberiche - V-IV secolo a.C.

Al tempo della Seconda guerra punica, la falcata era la spada più utilizzata in Spagna, dalle truppe di cavalleria tanto quanto di fanteria. Taluni studiosi hanno addirittura ipotizzato, in controtendenza rispetto allo stato dell'arte ormai consolidato, che nella falcata fosse da identificare il gladius hispaniensis in uso ai legionari romani post-Seconda guerra punica.

### Gladius hispaniensis
L'archetipo della spada da fanteria gallica tipo "La Tène B" (lama di 60–66 cm, lunghezza totale 80 cm circa) servì da modello per lo sviluppo della spada d'ordinanza che accompagnò il legionario romano dalla seconda guerra punica sino al tempo della dinastia Giulio-claudia. Questo gladius hispaniensis era fornito di una punta di eccezionale efficacia, capace, inoltre, di colpire con violenza di taglio su entrambi i lati, poiché la lama era molto robusta.
L'origine iberica della spada venne tramandata nel corso del Medioevo (come ben testimoniato dal lessico/enciclopedia storica bizantino Suda) e costituì la base su cui sviluppò la grande nomea d'affidabilità delle c.d. "lame toledane":
(Suda)

## La spada nella cultura e nell'immaginario dei Celti

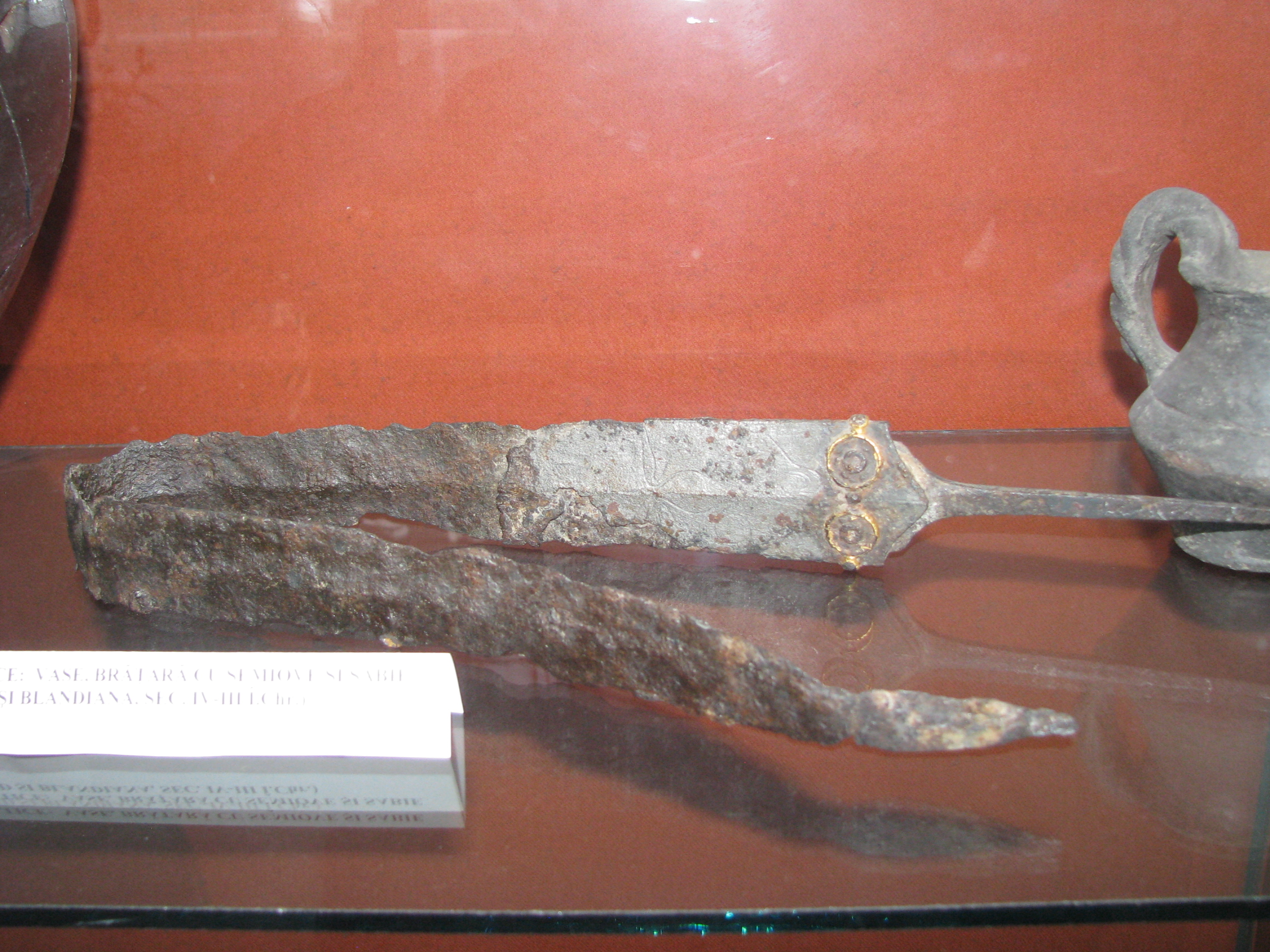
Spada celtica ripiegata ritualmente - Alba Iulia National Museum (Romania)

La spada occupò certamente un posto privilegiato nella cultura delle popolazioni celtiche, la cui diffusione sul suolo europeo avvenne tramite massicce migrazioni volute e coordinate da capi militari al comando di consorterie sovra-tribali di gruppi armati. Come poi avrebbero fatto i Germani, loro successori nel ruolo di feroci barbari hyperborei nemici di Roma, anche i Celti fecero della spada un simbolo politico, pregno di significati mitologico-religiosi. La menzione di spade dai poteri magici abbonda nei testi della mitologia irlandese, il corpus ad oggi più completo di informazioni religioso-rituali su una delle tante stirpi dei Celti:
- Claíomh Solais (it. "Spada di luce") era la spada del dio Nuada, signore dei Túatha Dé Danann al momento del loro arrivo in Irlanda, nonché uno dei c.d. "Quattro tesori d'Irlanda";[77]
- Fragarach (it. "Colei che risponde") era la spada del dio Lúg, altro signore dei Túatha Dé Danann.[N 9] L'arma entrò poi in possesso del campione dell'Ulster, Cú Chulainn, figlio umano di Lúg, e, dopo di lui, in epoca semi-storica, venne brandita dal Re supremo dell'Irlanda Conn delle Cento Battaglie (II secolo);[78]
- Nella narrazione della Cath Maige Tuireadh (it. "Battaglia di Mag Tuired"), il dio Ogma entra in possesso della spada magica Orna, già proprietà del sovrano fomoro Tethra e l'arma, snudata, gli rivela le proprie gesta ed i propri pregi;[77]
- Caladbolg (it. "Colei che lascia un duro segno") era il nome della spada magica del guerriero dell'Ulster, Fergus mac Róich, citata nel Ciclo dell'Ulster. L'arma venne poi ripresa nel Mabinogion gallese ove divenne Caledfwlch e da lì passò al ciclo arturiano divenendo la Excalibur (it. "Colei che taglia l'acciaio") di Re Artù.[79]

Del pari, le armi lateniane rinvenute nei siti archeologici celti presentano, come sopraesposto, un significativo apparato decorativo sia sul fodero sia sulla lama, rifacentesi a stilemi dalla simbologia chiaramente sacrale. Oltre alla coppia di draghi tipica dei foderi metallici del IV-III secolo a.C., probabilmente vero e proprio status symbol del guerriero celta al tempo del "terrore celtico" in Europa, abbondando, sulle lame, raffigurazioni di orsi, lune piene o falcate, ecc., che potrebbero però essere ricondotte, come anticipato, non ad un significato sacrale ma alla volontà dell'artigiano di marchiare le sue opere. Altro dato importante è che a partire dal IV secolo a.C. il corredo funerario del guerriero si riduce spesso alla semplice spada, sufficiente quindi di per sé stessa a garantire il corretto e completo equipaggiamento del defunto nel suo viaggio verso l'aldilà, il Sidh, laddove invece, nel periodo hallstattiano, nell'Europa Centrale il guerriero era spesso sepolto con la scure.
Prova ulteriore dell'importanza rivestita dalla spada nella cultura celtica è il ricorrente utilizzo dell'arma quale oggetto volutamente manomesso dai guerrieri all'interno di non ben precisate cerimonie. Abbondano infatti, fino alla seconda metà del II secolo a.C., i rinvenimenti di spade ritualmente deformate e deposte nei luoghi di culto o di sepoltura. La pratica, in alcuni casi, riguardava non solo l'arma di per sé stessa, la cui lama veniva piegata o attorcigliata, ma anche il suo fodero metallico: la spada, ancora inguainata, veniva in questi casi piegata insieme al fodero e trova riscontro in siti sparsi per tutta l'Europa celtica, dai prominenti Hallstatt e La Tène, all'importantissimo santuario di Gournay-sur-Aronde, sino a Filottrano in Italia ed ai siti celtiberi sui Pirenei.

### Esplicative
1. 1 2  Il nome "Falcata" per indicare il makhaira dei Celtiberi venne coniato nel XIX secolo dallo storico spagnolo Fernando Fulgosio.
2. ↑  Per un sunto dei reperti d'armi lateniane ritrovate nel solo Lazio v.si (EN) Thierry Lejars, L'épée laténienne du sanctuaire de Junon à Gabies. Les témoignages archéologiques d'une présence celtique dans le Latium, in Archeologia classica, Nuova serie, LXVI, 2015,  pp. 121-252, ISBN 978-88-913-0923-5.
3. ↑  Oakeshott 1991, p. 19.
«Bladesmith were as capable of making a fine blade of steel in 300 BC as they were in 1500 AD.»
4. ↑  Livio, VII.10 è una delle fonti fondamentali per la memoria del duello occorso durante la Battaglia del fiume Anio (361 a.C.) che valse a Tito Manlio il soprannome di "Torquato" (portatore del torque); scontro individuale nel quale il romano affrontò, uccise e privò del torque un gigantesco guerriero celta. Preparandosi alla lotta, Manlio scelse di cingere un gladius hispaniensis perché arma più adatta allo scontro uno-vs-uno: 

(latino)
«Hispano cingitur gladio ad propiorem habili pugnam»

(italiano)
«si mette al fianco la spada ispanica adatta al combattimento corpo a corpo»
5. ↑  (EN) I.G. Peirce e Ewart Oakeshott, Swords of the Viking Age, Londra, Boydell Press, 2004,  p. 145.
«[...] a bending failure offers a better chance of survival for the sword's wielder than the breaking of the blade [...] there was a need to build a fail-safe into the construction of a sword to favor bending over breaking»
6. ↑  Una spada celtica ritrovata a Orton Meadows, vicino Peterborough, ed oggi conservata al British Museum di Londra, ha lama di 110 cm. - cit. in Oakeshott 1991, pp. 42-47.
7. ↑  Trattasi delle armi tanto aspramente criticate da Polibio nella sua descrizione della Battaglia di Talamone (Polibio, II.30.8) e degli scontri precedenti la Battaglia di Clastidium - v.si Polibio, II.33.5.
8. ↑  La spada da esecuzione in uso presso le corti di giustizia europee dal Medioevo al XIX secolo era una pesante spada a due mani con punta a spatola, come le spathae La Tène D. Si trattava però, in questo caso, di armi destinate ad un uso specificatamente non bellico.
9. ↑  Rolleston 1994, p. 86 confuse Fragarach con Claíomh Solais nella sua descrizione dei "Quattro tesori d'Irlanda".

### Bibliografiche
1. ↑  Materiale fotografico elaborato a partire dalle foto ed. in Navarro 1972
2. 1 2  Oakeshott 1991, p. 1.
«The 'knightly' sword is derived directly, via the sword of the Vikings, from the long two-edged iron swords of the prehistoric Celts.»
3. 1 2 3  Buchwald 2005, p. 114.
4. ↑  (EN) The Mindelheim Sword, su bronze-age-craft.com, 2024.
5. 1 2  (DE) Peter Schauer, Die Schwerter in Suddeutschland, Osterreich und der Schweiz I, in Prahistorische Bronzefunde Abteilung, IV, n. 2, 1971.
6. 1 2 3  Cowen 1967.
7. ↑  (DE) Paul Reinecke, Zur Chronologie der 2. Hälfte des Bronzealters in Süd- und Norddeutschland, in Korrespondenzbl. D. Deutsch. Ges. F. Anthr., Ethn. U. Urgesch., vol. 33, 1902,  pp. 17–22 e 27–32, ISSN 0931-8046 (WC · ACNP).
8. ↑  (EN) Svend Hansen, The Hillfort of Teleac and Early Iron in Southern Europe, in Svend Hansen e Rüdiger Krause (a cura di), Bronze Age Fortresses in Europe, Bonn, Verlag Dr. Rudolf Habelt GmbH, 2019,  p. 204.
9. ↑  Harding 2007, p. 17.
10. ↑  Megaw 2001, p. 40.
11. ↑  Cunliffe 2005.
12. 1 2  Kruta 2000, pp. 425-426.
13. ↑  (EN) Peter Wells, Resources and Industry, in Green 1995, p. 218, 1995.
14. ↑  Pleiner e Scott 1993, p. 151.
15. ↑  (DE) Paul Reinecke, Chronologische Übersicht der vor- und frühgeschichtlichen Zeiten, in Bayer. Vorgeschichtsfreund, 1–2, fascicolo 1921–1922, 1922,  pp. 18-25.
16. ↑  Cunliffe 2018, cap. 6. The Migrations, 450–50 BC.
17. 1 2  Kruta 2003, pp. 250-251.
18. ↑  Rapin 1999, pp. 48-54.
19. ↑  Rapin 1999, pp. 54-61.
20. ↑  Rapin 1996, pp. 505-510.
21. 1 2 3  Rapin 1999, pp. 55-57.
22. ↑  Rapin 1996, pp. 512-516.
23. ↑  Vitali 1988.
24. 1 2  Livio, V, 48.
25. 1 2  Reinach 1906.
26. ↑  Cesare, IV, 24.
27. 1 2  Rapin 1999, p. 62.
28. 1 2  Banfi 2004, p. 35.
29. ↑  Allen 2010, p. 51.
30. ↑  Rapin 1999, pp. 61-67.
31. ↑  Lejars 2014, pp. 402-404.
32. 1 2  Cascarino 2008, p. 154.
33. 1 2  Quesada Sanz 1997, pp. 260-261.
34. ↑  Cascarino 2007, pp. 41 e 82.
35. ↑  (EN) Peter Connolly, Greece and Rome at War, Macdonald Phoebus Ltd., 1981,  p. 236.
36. ↑  (EN) R.R. Clarke e C.F.C. Hawkes, An Iron Anthropoid Sword from Shouldham, Norfolk with Related Continental and British Weapons, in Proceedings of the Prehistoric Society, vol. 21, Cambridge University Press, 1956,  pp. 198-227.
37. ↑  Harding 2007, p. 269.
38. 1 2 3 4  (EN) Paul Marie Duval, Celtic Art, UNESCO, 1990,  p. 161.
39. ↑  Megaw 2001, pp. 25-29.
40. 1 2 3  Pleiner e Scott 1993, p. 153.
41. 1 2 3  (EN) Piotr Kieca, The Celtic sword with bronze hilt elements from Siarzewo, Nieszawa Commune, Kuyavian-Pomeranian voivodeship, in Światowit, n. 57, 2019,  pp. 71-81, DOI:10.5604/01.3001.0013.6795.
42. 1 2 3 4  (EN) Etienne Rynne, Some Early Iron Age sword-hilts from Ireland and Scotland, in Anne O'Connor e D.V. Clarke (a cura di), From the Stone Age to the ‘Forty-Five’: studies presented to R. B. K. Stevenson, Edimburgo, John Donald, 1983,  pp. 188-195.
43. ↑  Pleiner e Scott 1993, p. 154.
44. ↑  Kruta 2003, pp. 163-165.
45. ↑  Allen 2010, p. 30.
46. ↑  (EN) J.V.S. Megaw, Introduction to British Prehistory, St. Martin's Press, 1979,  p. 51.
47. ↑  Harding 2007, p. 266.
48. ↑  Green 1996, cap. II e III.
49. ↑  (EN) P.F. Wallace e R. O'Floinn (a cura di), Treasures of the National Museum of Ireland: Irish Antiquities, ISBN 0-7171-2829-6.
50. ↑  (EN) B. Raftery, La Tène Art, in P.I. Bogucki e P.J. Crabtree (a cura di), Ancient Europe 8000 a.C. - 1000 d.C.: Encyclopedia of the Barbarian world, 2004,  p. 186, ISBN 0-684-80668-1.
51. ↑  Megaw 2001, pp. 10-11.
52. ↑  (EN) L. Laing e J. Laing, Art of the Celts, Thames and Hudson, 1992,  pp. 41-42 e 94-95, ISBN 0-500-20256-7.
53. ↑  (EN) J.N.G. Ritchie e W.F. Ritchie, The Army, Weapons and Fighting, in Green 1995, pp. 47-48, 1995.
54. ↑  Buchwald 2005, p. 127.
55. ↑  Harding 2007, p. 15.
56. 1 2 3  Harding 2007, p. 268.
57. 1 2  Polibio, VI.23.7.
58. ↑  (LA) Ovidio, XIV, verso 712, in Metamorfosi.
59. ↑  Buchwald 2005, cap. V.
60. 1 2  Lejars 2014, p. 407.
61. ↑  Allen 2010, p. 28.
62. ↑  (EN) Hermann Pálsson e Paul Geoffrey Edwards (a cura di), Eyrbyggja saga, Londra, Penguin, 1989,  p. 117.
63. ↑  (EN) George Eogan, Catalogue of Irish Bronze Swords, National Museum of Ireland, 1965.
64. ↑  (ES) María Dolores Fernández-Posse y de Arnaiz, La cultura de Cogotas I, in Actas del Homenaje a Luis Siret (1934-1984), Siviglia, [Ministero della cultura spagnolo], 1986,  pp. 475-487.
65. ↑  Quesada Sanz 1997, pp. 255-257.
66. 1 2  V.si tab. riassuntiva in Quesada Sanz 1997, p. 265, fig. 16.
67. ↑   G. H. Smith, A Manual Of Grecian Antiquities: Being A Compendious Account Of The Manners And Customs Of The Ancient Greeks(1832), Kessinger Publishing, 2010,  p. 170, ISBN 978-1164537380.
68. ↑  Tacito, Annales, XII, 35.
69. ↑  Tacito, XXXVI.
70. ↑  Pleiner e Scott 1993, p. 165.
71. ↑   Mark Healy, Canne, il capolavoro di Annibale, Roma e Grecia: le battaglie, gli eserciti, i grandi condottieri, Osprey Publishing & RBA, 2010  [2002],  pp. 23-24.
72. ↑  Quesada Sanz 1997, p. 255.
73. ↑  Cascarino 2007, p. 143.
74. ↑  ed.  Lexicon, graece et latine, II, Halle e Brunswick, 1705,  pp. 510-511..
75. 1 2  Banfi 2004, p. 41 e s.
76. ↑  (FR) P. Jouët, Aux sources de la mythologie celtique, Yoran embanner, 2007, ISBN 2-914855-37-0.
77. 1 2  Lebor Gabála Érenn.
78. ↑  (DE) Whitley Stokes e Ernst Windisch, Irische Texte : mit ersetzungen und Wterbuch, Leipzig, S. Hirzel, 1900. URL consultato il 3 dicembre 2021.
79. ↑  (EN) Timothy Lewis e John Ryan (a cura di), Bolg, Fir Bolg, Caladbolg, Dublino, Three Candles, 1940,  pp. 46-61.
80. ↑  Rapin 1999, pp. 48-49.
81. ↑  Megaw 2001, p. 30.
82. ↑  Rapin 1999, p. 61.
83. ↑  Megaw 2001, p. 158.

### Fonti
- (GA) Lebor Gabála Érenn [Libro della presa dell'Irlanda], IX secolo.
- (GA) Táin Bó Cúailnge [La razzia dei bovini del Cooley], I secolo a.C..
- (LA) Pierre-Henri Billy (a cura di), Thesaurus linguae Gallicae, Hildesheim (N.Y.), Olms-Weidmann, 1993.
- (LA) Cesare, Commentarii de bello Gallico, I secolo a.C..
- (LA) Plutarco, Vite parallele, I-II secolo. Temistocle e Camillo; Pirro e Gaio Mario
- (GRC) Polibio, Storie, II secolo a.C..
- (LA) Tacito, De vita et moribus Iulii Agricolae, I secolo.
- (LA) Tito Livio, Ab Urbe condita libri, 27 a.C.-14 d.C..

### Studi
In italiano
- Stephen Allen, I Celti, minaccia senza fine, Roma e Grecia: le battaglie, gli eserciti, i grandi condottieri, Osprey Publishing & RBA, 2010  [2001].
- Giovanni Banfi, L'armamento dei Celti e tecniche di combattimento, Rimini, Il Cerchio, 2004.
- Giuseppe Cascarino, L'esercito romano. Armamento e organizzazione : Vol. II - Da Augusto ai Severi, Rimini, Il Cerchio, 2008, ISBN 88-8474-173-4.
- Giuseppe Cascarino, L'esercito romano. Armamento e organizzazione : Vol. I - Dalle origini alla fine della repubblica, Rimini, Il Cerchio, 2007, ISBN 88-8474-146-7.
- Daniele Vitali, Manufatti in ferro di tipo La Tène in area italiana : le potenzialità non sfruttate, in Mélanges de l'Ecole française de Rome. Antiquité, vol. 108, 1996,  pp. 575-605.
- Daniele Vitali, Elmi di ferro e cinturoni a catena : nuove proposte per l'archeologia dei Celti in Italia, in Jahrbuch des Romisch-Germanischen Zentralmuseums Mainz, Magonza, Romisch-Germanisches Zentralmuseum, 1988,  pp. 239-284.

In altre lingue
- (EN) V.F. Buchwald, Iron and steel in ancient times, Kgl. Danske Videnskabernes Selskab, 2005, ISBN 87-7304-308-7.
- (EN) J.D. Cowen, The Hallstatt Sword of Bronze: on the Continent and in Britain, in Proceedings of the Prehistoric Society, n. 33, 1967.
- (FR) Thierry Lejars, L’armement des Celtes d’Italie (PDF), in Philippe Barral [et al.] (a cura di), Les Celtes et le nord de l’Italie: premier et second âges du fer. Actes du XXXVIe colloque international de l'Association française pour l'étude de l’âge du Fer (Vérone, 17-20 mai 2012), Supplément à la Revue archéologique de l’Est, vol. 36, Société archéologique de l'Est, 2014,  pp. 401-434, ISBN 978-2-9155442-7-5.
- (FR) Thierry Lejars, Caractères originaux de l'armement celtique. Contraintes idéologiques et choix techniques, in P. Sauzeau e Th. Van Compernolle (a cura di), Les armes dans l'Antiquité : de la technique à l'imaginaire, Actes du colleque international de SEMA, Montpellier, 20 et 22 mars 2003, Montpellier, CERCAM, 2007,  pp. 145-182.
- (FR) Thierry Lejars, Les fourreaux d'épée laténiens. Supports et ornementations, in Vitali, Daniele (a cura di), L'immagine tra mondo celtico e mondo etrusco-latino : aspetti della cultura figurativa nell'antichità, Gedit, 2003,  pp. 9-70.
- (EN) José María de Navarro, The finds from the site of La Tène : Vol. 1: Scabbards and the swords found in them, Oxford University Press, 1972, ISBN 978-01-9725-909-2.
- (EN) Ewart Oakeshott, Records of the medieval sword, The Boydell Press, 1991, ISBN 0-85115-566-9.
- (FR) Lionel Pernet, Les représentations d’armes celtiques sur les monuments de victoire aux époques hellénistique et romaine. De la statue de l’Étolie vainqueur à l’arc d’Orange : origine et mutation d’un stéréotype, 2013.
- (FR) Richard Picou, L'armement celtique en Europe: chronologie de son evolution technologique du V e au I er. s. av. J.-C, in Gladius, 1999.
- (EN) Stuart Piggott, Swords and scabbards of the British Early Iron Age, in Proceedings of the Prehistoric Society, n. 16, 1950.
- (EN) Radomír Pleiner e B.G. Scott, The Celtic sword, Clarendon Press, 1993.
- (EN) F. Quesada Sanz, Gladius hispaniensis: an archeological view from Iberia (PDF), in Michel Feugère (a cura di), L'équipement militaire et l'armement de la République (IVe-Ier s. avant J.-C.): proceedings of the Tenth International Roman Military Equipment Conference, held at Montpellier, France, 26th-28th September 1996, Oxbow Books, 1997. URL consultato il 17 settembre 2024 (archiviato dall'url originale il 10 agosto 2018).
- (FR) Andre Rapin, L'armement celtique en Europe : chronologie de son evolution technologique due 5ea u 1ers. AV. J.-C., in Gladius, XIX, 1999.
- (FR) Andre Rapin, Les armes des Celtes. Des messages enfouis sous la rouille, in Mélanges de l'école française de Rome, vol. 108-2, 1996,  pp. 505-522.
- (FR) Andre Rapin, L'armement du guerrier celte au 2e Age du Fer, in L'Art Celtique en Gaule, Collections des musees de Province (1983-1984), 1983.
- (FR) Salomon Reinach, Un mythe né d'un ryte: l'épée de Brennus, in L'Antropologie, 1906,  pp. 321-336.
- (FR) Pavel Sankot, Les épées du début de la Tène en Bohême, Museum Nationale Pragae, 2003.

### Consultazione
In italiano
- Venceslas Kruta, La grande storia dei celti. La nascita, l'affermazione e la decadenza, Newton Compton, 2003.
- Theodor Mommsen, Storia di Roma, Rusconi, 2017-2019  [1854-1856].
- Sabatino Moscati (a cura di), I Celti, Bompiani, 1997.
- Robert Maxwell Ogilvie, Le origini di Roma, Il Mulino, 1995.
- T.W. Rolleston, I miti celti, Longanesi, 1994  [1911].
- Daniele Vitali, I Celti in Italia. in Moscati 1997, pp. 220-...

In altre lingue
- (EN) Barry W. Cunliffe, The ancient Celts, 2. ed., Oxford University Press, 2018  [1997].
- (EN) Barry W. Cunliffe, Iron Age Communities in Britain, Routledge, 2005, ISBN 0-415-34779-3.
- (EN) P.B. Ellis, The Celts: A History, Caroll & Graf, 1998, ISBN 0-7867-1211-2.
- (EN) Miranda Green, Celtic art, Reading the Messages, The Everyman Art Library, 1996, ISBN 0-297-83365-0.
- (EN) Miranda Green (a cura di), The Celtic World, Routledge, 1995, ISBN 9781135632434.
- (EN) Nathalie-Cécile Ginoux, Images and visual codes of early Celtic war elite (5th-4th C. B.C.), in Christopher Pare (Hrsg.) (a cura di), Kunst und Kommunikation Zentralisierungsprozesse in Gesellschaften Des Europäischen Barbarikums Im 1. Jahrtausend V. Chr. - Art and Communication Centralization Processes In European Societies In The 1st Millennium BC, Magonza, Verlag des Römisch-Germanischen Zentralmuseums, 2012.
- (EN) D.W. Harding, The Archaeology of Celtic Art, Routledge, 2007, ISBN 9781134264643.
- (EN) D.W. Harding, The Iron Age in northern Britain: Celts and Romans, natives and invaders, Routledge, 2004.
- (FR) Venceslaus Kruta, Les Celtes. Histoire et dictionnaire, Parigi, Éditions Robert Laffont, 2000.
- (EN) Ruth Megaw e Vincent Megaw, Celtic Art: From its beginnings to the Book of Kells, Thames & Hudson Ltd, 2001,  pp. 10-11.